# Печатка Вашингтону

Печатка штату Вашингтон

Велика печатка штату Вашингтон (англ. The Great Seal of Washington) — один з офіційних символів штату Вашингтон, США. Зображення печатки є основним елементом на обох сторонах прапора штату.

## Історія
Спочатку на друку передбачалося зобразити порт Такома, обширні пшеничні поля, овець, що на них пасуться й гору Рейнір. Але ювелір Чарльз Талкотт припустив, що в результаті вийде занадто складне зображення, до того ж, із зростанням штату сенс печатки швидко застаріє. Замість цього Талкотт обвів по колу чорнильницю, а всередині кола, що вийшло, обвів срібний долар. В отриманому кільці він помістив слова «Печатка штату Вашингтон» (англ. The Seal of the State of Washington) і «1889», рік прийняття територією Вашингтон статусу штату. У центрі кола він помістив портрет першого президента США Джорджа Вашингтона пензля Гілберта Стюарта з поштової марки. Печатку авторства Талкотта й було прийнято як офіційну печатку штату.